# Carl Roman Abt
Carl Roman Abt (in de literatur meestal aangegeven als Carl Abt; * 16 juli 1850 in Bünzen; † 1 mei 1933 in Luzern) was een Zwitserse werktuigbouwkundig ingenieur, uitvinder en ondernemer.

## Biografie

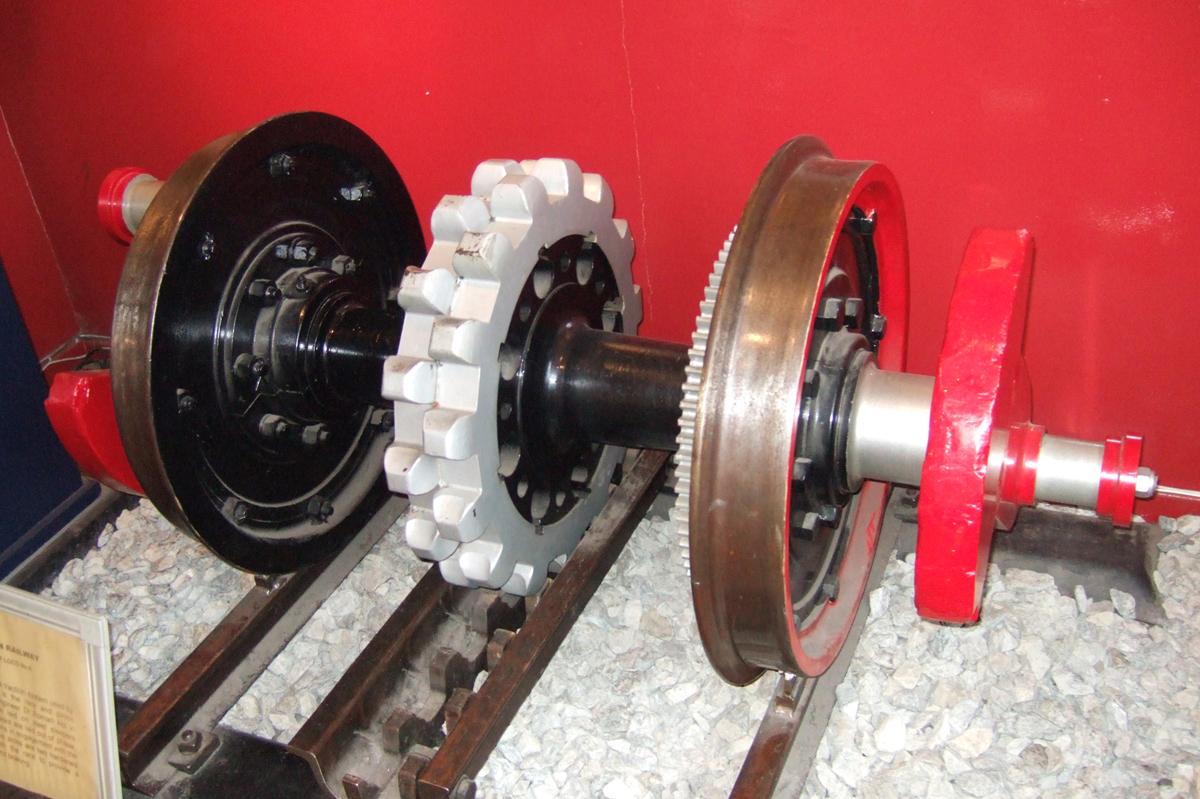
Abt-Systeem, voorbeeld van een aandrijfas van een tandradbaan van de Snowdon Mountain Railway, 1923

De zoon van de strovlechtwerkindustrieel Roman Abt ging na de lagere school naar een voorbereidende school in Muri, kanton Aargau voor het kantonale gymnasium in Frauenfeld, de hoofdstad van het kanton Thurgau. In zijn jeugd hield hij zich al bezig met de constructie en de verbetering van de vlechtmachines. Het lijkt daarom niet verwonderlijk dat hij van 1869 tot 1872 werktuigbouwkunde studeerde aan de Eidgenössischen Polytechnikum (tegenwoordig ETH Zürich).
Na zijn studie werkte hij als constructeur in de centrale werkplaats van de Schweizerische Centralbahn in Olten, vervolgens vanaf 1879 in de fabriek van de Internationalen Gesellschaft für Bergbahnen in Aarau, die geleid werd door Niklaus Riggenbach en Olivier Zschokke. Tot 1881 was hij als controlerend ingenieur actief op het Eidgenössischen Eisenbahndepartement (federaal Spoorwegdepartement), daarna ging hij zelfstandig ondernemer verder.
Abt deed baanbrekende uitvindingen, bijvoorbeeld het «System Abt» voor tandradbanen dat afwisselend adhesie- en tandradtrajecten in dezelfde spoorlijn mogelijk maakt, waarbij de locomotief uitgerust dient te zijn voor het Systeem Abt. Ook de automatische «Abtse wissel» zonder bewegende delen voor tandradbanen behoort tot zijn uitvindingen. Hij leidde persoonlijk de bouw van 72 bergbanen in alle werelddelen. Enkele daarvan zijn de Visp-Zermatt-Bahn, de Gornergratbahn, de Furka-Oberalp-Bahn en de Ferrovia Monte Generoso in Zwitserland. Als president van de Gotthardbahn-Gesellschaft leidde hij in 1903 bij de nationalisatie van particuliere spoorwegbedrijven de onderhandelingen met de federale overheid.
Abt had ook veel eretitels, waaronder doctor h.c. van de tegenwoordige Gottfried Wilhelm Leibniz Universiteit. Door zijn werkzaamheden en uitvindingen werd Abt zeer welgesteld, maar ook een kunstkenner en mecenas. In die rol was hij van 1904 tot 1907 lid van de federale kunstcommissie en van 1905 tot 1911 president van de Zwitserse Kunstvereniging. Abt verzamelde vooral goudsmeedkunst. Daartoe hoorden ook munten en medailles, als die door hun schoonheid en kunstzinnigheid zijn interesse hadden. Zijn verzameling werd na zijn dood geveild. Door zijn grote bijdrage was hij een belangrijke sponsor voor de bouw van het districtsziekenhuis in Muri, dat op 10 december 1908 geopend werd.